# Компьютер в кроссовках
«Компьютер в кроссовках» (англ. The Computer Wore Tennis Shoes) — американская семейная фантастическая комедия 1969 года, снятая режиссёром Робертом Батлером. Первая часть приключений Декстера Райли (Рассел), спустя 3 года вышел следующий фильм трилогии «Сейчас вы его видите, теперь — нет» 1972 года, а уже в 1975 году вышел заключительный фильм трилогии «Самый сильный человек в мире».
Теглайн фильма: «Programmed for laughs!».

## Сюжет
Студенты смогли убедить крупного бизнесмена А. Дж. Арно (Ромеро), купить компьютер для колледжа. Когда студент двоечник, Декстер Райли (Рассел), пытается покопаться в компьютере, он получает удар электрошоком, и его мозг превращается в нечто напоминающее компьютер. Теперь он обладает фотографической памятью и запоминает всё что прочтет или увидит. К сожалению для А. Дж. Арно Декстер теперь помнит всю информацию, которая находилась в памяти компьютера, в том числе и то, как бизнесмен проворачивает незаконные сделки.

## В ролях
| Актёр          | Роль                           |
| -------------- | ------------------------------ |
| Курт Рассел    | Декстер Райли                  |
| Джо Флинн      | декан колледжа Медфилд Хиггинс |
| Сизар Ромеро   | А. Дж. Арно                    |
| Уильям Шэллерт | профессор Куигли               |
| Алан Хьюит     | Дин Коллингсгуд                |
| Ричард Бакалян | Чилли Уолш                     |
| Дэбби Пейн     | Эни                            |
| Фрэнк Уэбб     | Пит Отзель                     |
| Майкл МакГриви | Ричард Шайлер                  |
| Джон Провост   | Брэдли                         |
| Фрэнк Уэлкер   | Генри Фатингтон                |
| Бинг Расселл   | Анджело                        |

## Критика
На Rotten Tomatoes фильм получил 50 % свежести при 6 рецензий, из чего можно сделать вывод о смешанных отзывах.